# 青梅スタジアム
青梅スタジアム（おうめスタジアム）は、東京都青梅市にある野球場。野球場の他、テニスコートも設けられている。

## 歴史
1969年（昭和44年）完成。元々は青梅球場という名称だった。かつてはオーディオメーカーのティアックが所有し、社会人野球の東京ティアックの専用球場として、球団活動停止後は社内のレクリエーション活動に使用されていた。
また、ロッテオリオンズの二軍が自前のグラウンドを持たなかった頃は、二軍本拠地として1988年（昭和63年）まで使用していた。（翌1989年＜平成元年＞よりロッテ浦和球場に移転）。それはロッテの選手寮（一部の若手を中心とした一軍選手も含む）が同社の狭山工場の場所にあり、そこから青梅スタジアムが比較的近いためだったとされた。しかし、その移動は現在なら首都圏中央連絡自動車道（圏央道）が開通しているので移動はさほど問題ないが、当時は一般道路での移動であった（それでもおよそ1時間であった）。
1995年（平成7年）に青梅市に売却譲渡され、現名称に改称。現在は軟式野球とテニスの市民レクリエーション活動に利用されている他、首都大学野球2部リーグの公式戦が実施されている。
管理棟トレーニングルームとして以前使われた建物もあるが、アスベストの使用が確認されたため、立入禁止となっていた。

## 施設
- 野球場：両翼・中堅とも不明。面積：12,950㎡
- テニスコート：1塁側後方5面。2022年8月から砂入り人工芝を採用。面積：3,195㎡
- 管理棟：1塁側後方。テニスコートと野球場の中間にある。管理室、倉庫、更衣室、面積：46㎡
- 指定管理者：青梅市スポーツ施設運営パートナーズ（代表団体：株式会社フクシ・エンタープライズ、構成団体：株式会社NTTファシリティーズ）

## 参照
1. ↑  市公共施設のアスベスト対策について ※2015年（平成27年）3月にアスベスト除去工事を実施。
2. ↑  青梅市スポーツ施設・青梅スタジアム